# Yechiel Mordechai Gordon
Pour les articles homonymes, voir Gordon.
Yechiel Mordechai Gordon, né le 18 septembre 1882  à Trakai (Lituanie), et mort le 17 décembre 1964 à  Petach Tikvah (Israël), est Rosh Yeshiva de la Yechiva de Łomża à Petach Tikvah.

## Biographie
Yechiel Mordechai Gordon,,,,,, est né le 18 septembre 1882 à Trakai (Lituanie). Il est le fils de Moshe Aharon Gordon (mort en 1930) et de Deborah Lipsky (morte en 1910).
Il est le frère de Sidney Abraham Gordon (né le 3 juin 1892 et mort le 10 novembre 1957), Mollie Rosenberg (morte en 1967), Sonia Gordon (morte en 1944), Edith Halpern (morte en 1987), Eli Gordon (mort en 1966), Leizer Yitzchak (Eliezer) Gordon (mort en 1935) et Yaacov Gordon (mort en 1918).
Il se marie trois fois: d'abord en 1905 avec  Cirel Laja Shulavits (morte le 29 décembre 1905), la fille de Lazer Shulavitz, le fondateur de la Yechiva de Łomża, puis avec la sœur de cette dernière, Eidel Shulavits (morte à Petach Tikvah en 1929), puis avec Chava Fogelman (plus tard, épouse du rabbin Yechezkel Abramsky (1886-1976)).
Il a cinq enfants: Itka Gordon (née circa 1916 à Łomża, Pologne et morte dans la Shoah en septembre 1941, assassinée à Ponary, Pologne), Schneur Avraham Gordon (né en 1916 et mort le 9 avril 1939 à Hébron, Palestine mandataire), Yehuda Leib Gordon, Simcha Gordon (mort en 1967) et Chaya Frieda Kostiukovsky (née en 1910  à Łomża, Pologne et morte dans la Shoah en 1940, assassinée à Ponary, Pologne).

### Yechiva de Slobodka
À l'âge de 12 ans, lorsque son père l'amène à la Yechiva de Slobodka, Yechiel Mordechai (Mattel) Gordon avait déjà la réputation d'un génie (Iluy), l'Iluy de Trok.

### Yechiva de Łomża
Il devient  Rosh yeshiva de la Yechiva de Łomża en 1907, à l'âge de 24 ans.

### Yechiva à  Petach Tikvah
Durant l'été de 1926, il emmène quarante élèves de la Yechiva de Łomża à Petach Tikvah en Palestine mandataire, où une branche de la Yechiva vient d'être  établie. De fait il s'occupe des deux yechivot de Łomża, l'originale en Pologne et celle de Petach Tikvah, en Palestine. Il voyage aux États-Unis pour lever des fonds.

### Seconde Guerre mondiale
En septembre 1939, alors qu'il se trouve aux États-Unis et pense retourner en Pologne, la Seconde Guerre mondiale éclate et il ne peut rentrer en Europe. Il est un des rares Rosh Yeshiva européens aux États-Unis durant la guerre. Il est un des créateurs du Vaad Hatzalah, organisation dont le but est de sauver le judaïsme en Europe.

### Université Yeshiva de New York
Avant la nomination de Bernard Revel comme président de l'Université Yeshiva en juin 1943, d'autres noms sont mentionnés, dont ceux d'Yitzhak HaLevi Herzog de Palestine mandataire et de Yechiel Mordechai Gordon de la Yechiva de Łomża, ce dernier alors en visite aux États-Unis, mais sans grande conviction car un doute subsiste s'ils seraient intéressés par cette position.

## Œuvres
- (he) Nethiv Yam